# Ben Cross
Harry Bernard Cross (sinh ngày 16 tháng 12 năm 1947 - mất ngày 18 tháng 8 năm 2020) là nam diễn viên, đạo diễn người Anh. Ông được biết đến qua vai Billy Flynn trong vở nhạc kịch "Chicago" và vai vận động viên Olympic người Anh Harold Abrahams trong phim điện ảnh Chariots of Fire năm 1981.

## Thời thơ ấu
Harry Bernard Cross sinh ra tại thành phố London vào ngày 16 tháng 12 năm 1947 trong một gia đình thuộc tầng lớp lao động. Mẹ ông là Catherine (nhũ danh O'Donovan), làm nghề quét dọn, cha ông là Harry, một người gác cửa. Cha Cross qua đời vì bệnh lao khi nam diễn viên lên 8 tuổi.

## Sự nghiệp

### Giai đoạn đầu
Cross đi làm nhiều công việc lao động chân tay, từ lau cửa sổ, bồi bàn đến phụ hồ. Ông cũng từng làm thợ mộc cho Nhà hát Opera Quốc gia xứ Wales.
Năm 1970, ở độ tuổi 22, ông vào học tại Học viện Kịch nghệ Hoàng gia (RADA) nhưng không thực sự yêu thích dòng nghệ thuật cổ điển. Sau khi tốt nghiệp, ông bắt đầu đi diễn một số vở kịch tại sân khấu The Dukes (thành phố Lancaster) như: Macbeth, The Importance of Being Earnest và Death of a Salesman.
Vai diễn điện ảnh đầu tiên mà Cross tham gia là vai Trooper Binns trong phim về Thế chiến thứ 2 "A Bridge Too Far" của đạo diễn Joseph E. Levine năm 1976, bên cạnh các diễn viên Dirk Bogarde, Sean Connery, Michael Caine và James Caan.

## Danh sách phim

### Điện ảnh
| Năm  | Tên                                 | Vai                         | Ghi chú                        |
| ---- | ----------------------------------- | --------------------------- | ------------------------------ |
| 1977 | A Bridge Too Far                    | Trooper Binns               | [ 7 ]                          |
| 1981 | Chariots of Fire                    | Harold Abrahams             | [ 7 ]                          |
| 1984 | The Far Pavilions                   | Ash                         | [ 8 ] [ 9 ]                    |
| 1985 | The Assisi Underground              | Rufino Niccacci             | [ 7 ]                          |
| 1988 | The Unholy                          | Father Michael              | [ 7 ]                          |
| 1988 | Paperhouse                          | Người cha                   | [ 7 ]                          |
| 1988 | La bottega dell'orefice             | Stephane                    | [ 7 ]                          |
| 1991 | Eye of the Widow                    | Nassiri                     | [ 7 ]                          |
| 1992 | Live Wire                           | Mikhail Rashid              | [ 7 ]                          |
| 1993 | Cold Sweat                          | Mark Cahill                 | [ 7 ]                          |
| 1995 | First Knight                        | Hoàng tử Malagant           | [ 7 ]                          |
| 1995 | Hellfire                            | Marius Carnot               | [ 7 ]                          |
| 1997 | Turbulence                          | Đội trưởng Samuel Bowen     | [ 7 ]                          |
| 1997 | The Invader                         | Renn                        | [ 7 ]                          |
| 1999 | Tower of the Firstborn              | Michael Shannon / Zadick    | [ 9 ]                          |
| 1999 | The Venice Project                  | Rudy Mestry / Bishop Orsini | [ 7 ]                          |
| 2001 | The Order                           | Ben Ner                     | [ 7 ]                          |
| 2004 | Exorcist: The Beginning             | Semelier                    | [ 7 ]                          |
| 2005 | The Mechanik                        | William Burton              | [ 9 ]                          |
| 2006 | Behind Enemy Lines II: Axis of Evil | Chỉ huy Tim Mackey          | Phát hành dạng đĩa xem tại nhà |
| 2006 | Wicked Little Things                | Aaron Hanks                 | [ 8 ]                          |
| 2007 | When Nietzsche Wept                 | Josef Breuer                | [ 7 ]                          |
| 2007 | Finding Rin Tin Tin                 | Nikolaus                    | [ 8 ]                          |
| 2008 | Hero Wanted                         | Cosmo Jackson               | Phát hành dạng đĩa xem tại nhà |
| 2008 | War, Inc.                           |                             | [ 7 ]                          |
| 2009 | Star Trek                           | Sarek                       | [ 7 ]                          |
| 2013 | Jack the Giant Killer               | Đặc vụ Hinton               | Phát hành dạng đĩa xem tại nhà |
| 2013 | A Common Man                        | Morris Da Silva             | [ 8 ]                          |
| 2018 | The Hurricane Heist                 | Cảnh sát Jimmy Dixon        | [ 7 ]                          |
| 2019 | Jarhead: Law of Return              | Tướng USMC Betz             |                                |
| 2019 | Wildings                            | Ông Kane                    |                                |
| 2020 | The Rest is Ashes                   | George Smith về già         | [ 11 ] [ 10 ] [ 12 ]           |
| 2021 | The Last Letter from Your Lover     | Anthony lúc lớn             | Phát hành sau khi mất          |
| 2022 | Prey for the Devil                  | Hồng y Matthews             | Phát hành sau khi mất          |